# Guiscard
Guiscard é uma comuna francesa na região administrativa de Altos da França, no departamento de Oise. Estende-se por uma área de 20,49 km². Em 2010 a comuna tinha 1 828 habitantes (densidade: 89,2 hab./km²).